# Cheshire (Connecticut)
Cheshire è un comune di 29.097 abitanti degli Stati Uniti d'America, situato nella Contea di New Haven nello Stato del Connecticut.